# Hemitriecphora dubosqui
Hemitriecphora dubosqui är en insektsart som först beskrevs av Victor Lallemand 1920.  Hemitriecphora dubosqui ingår i släktet Hemitriecphora och familjen spottstritar. Inga underarter finns listade i Catalogue of Life.